# Фернандеш, Мануэл
Мануэ́л Энри́ке Тава́реш Ферна́ндеш (порт. Manuel Henrique Tavares Fernandes; род. 5 февраля 1986[…], Амадора, Лиссабон) — португальский футболист кабо-вердианского происхождения, полузащитник.

## Клубная карьера

### «Бенфика»
Мануэл Фернандеш вырос в пригороде Лиссабона, Амадора, где часто играл на улице в футбол с Нани, также ставшим футболистом. Вскоре Фернандеш пришёл в детскую школу клуба «Бенфика». Он дебютировал в клубе в сезоне 2003/2004 под руководством Хосе Антонио Камачо, и уже во второй игре забил гол в ворота «Жил Висенте», позволивший португальцу стать самым юным голедаром в истории «Бенфики». В следующем сезоне Фернандеш стал игроком стартового состава клуба, выступая в центре поля команды с Арманду Пети. С помощью Фернандеша Бенфика выиграла чемпионат Португалии впервые за 11 лет. Также Фернандеш в том же сезоне сыграл 7 матчей в Кубке УЕФА, вплоть до вылета клуба из турнира после поражения от ЦСКА. В сезоне 2004/2005 Фернандеш играл не часто из-за паховой грыжи, ему даже пришлось делать операцию в Мюнхене. В том же году он забил свой первый мяч в Лиге чемпионов, поразив ворота «Вильярреала».

#### «Портсмут»
В 2006 году Фернандеш на правах аренды перешёл в «Портсмут», с возможностью выкупа трансфера игрока за 7 млн. евро, если тот полностью излечится от травмы паха. Он дебютировал в команде в матче Кубка Футбольной лиги с клубом «Мансфилд Таун», проведя на поле 5 минут; его клуб выиграл 2:1. Весь остаток сезона Фернандеш изредка выходил на поле, меняясь с Педру Мендешем и Шоном Дэвисом, не проводя более 2-х матчей подряд на поле. Позже главный тренер «Портсмута» Харри Реднапп объяснил это тем, что если бы Фернандеш сыграл 3 матча подряд, клуб был бы вынужден купить трансфер игрока за 12 млн фунтов. В декабре 2006 года Фернандеш вернулся в «Бенфику».

#### «Эвертон»
В январе 2007 года Фернандеш был арендован клубом «Эвертон» на полгода, сразу после того, как подписал долгосрочный контракт с «Бенфикой». 10 февраля 2007 года Фернандеш дебютировал в составе «Эвертона» в матче с «Блэкберн Роверс». 24 февраля он забил свой первый гол за клуб, поразив ворота «Уотфорда». 28 апреля он забил свой второй гол, в ворота лидера английской Премьер-лиги, клуба «Манчестер Юнайтед», что не спасло «Эвертон» от поражения 2:4.По окончании сезона «Эвертон» захотел выкупить трансфер игрока, однако 12 млн фунтов клуб «осилить» не смог, и Фернандеш вернулся в «Бенфику». 8 августа 2007 года «Эвертон» сделал предложение «Бенфике» на 6 млн футов, что не устроило португальский клуб. 13 августа «Эвертон» купил 50 % прав на игрока за 6 млн фунтов, но был вынужден сам договориться с компанией Global Sports Investment, владеющей другой половиной прав на контракт футболиста. По более поздним сведениям, «Эвертон» был готов отдать 12 млн футов за 100 % прав на игрока. 14 августа он полетел в Англию, где хотел завершить сделку, а также посетил 25 августа матч «Эвертона». Другой проблемой было то, что Английская Премьер-лига запретила «Эвертону», чтобы за них выступал игрок, контрактом которого клуб владеет лишь на 50 %, несмотря на то, что ранее Лига разрешила выступать на подобных условиях Карлосу Тевесу и Хавьеру Маскерано.

### «Валенсия»
26 августа Фернандеш подписал шестилетний контракт с испанской «Валенсией», заплатившей за трансфер хавбека 18 млн. евро (более 12 млн фунтов). По договору контракт Фернандеша мог быть выкуплен только за 60 млн евро. 2 сентября 2007 года он дебютировал в команде, выйдя на замену в матче с «Альмерией», которую «Валенсия» обыграла 2:1, а всего за клуб провёл 7 игр.
После возвращения аренды в «Валенсию» летом 2008 года новый главный тренер команды Унаи Эмери сказал, что рассчитывает на Фернандеша. 5 октября 2008 года Мануэл Фернандеш забил свой первый мяч за испанский клуб, поразив ворота «Вальядолида». В том же сезоне он получил перелом малой берцовой кости, из-за которого пропустил окончание чемпионата.

#### «Эвертон»
В январе 2008 года Фернандеш был отдан в аренду «Эвертону» с возможностью выкупа контракта игрока.

### «Бешикташ»

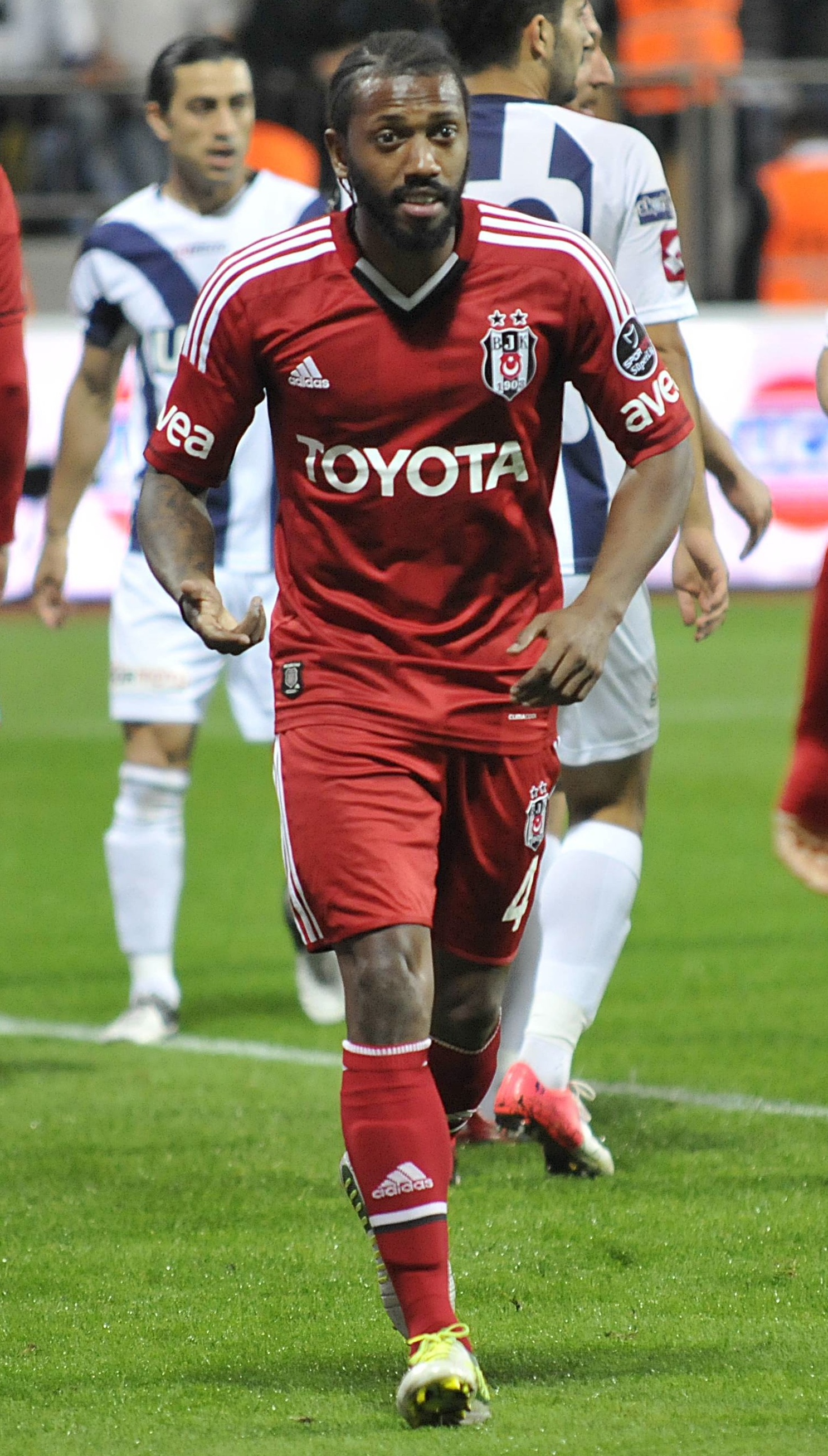
Фернандеш в составе турецкого Бешикташа в сезоне 12-13 гг.

Осенью 2010 года подписал договор с турецким «Бешикташем», о переходе на правах аренды с первоочередным правом выкупа в январе 2011 года.

### «Локомотив»

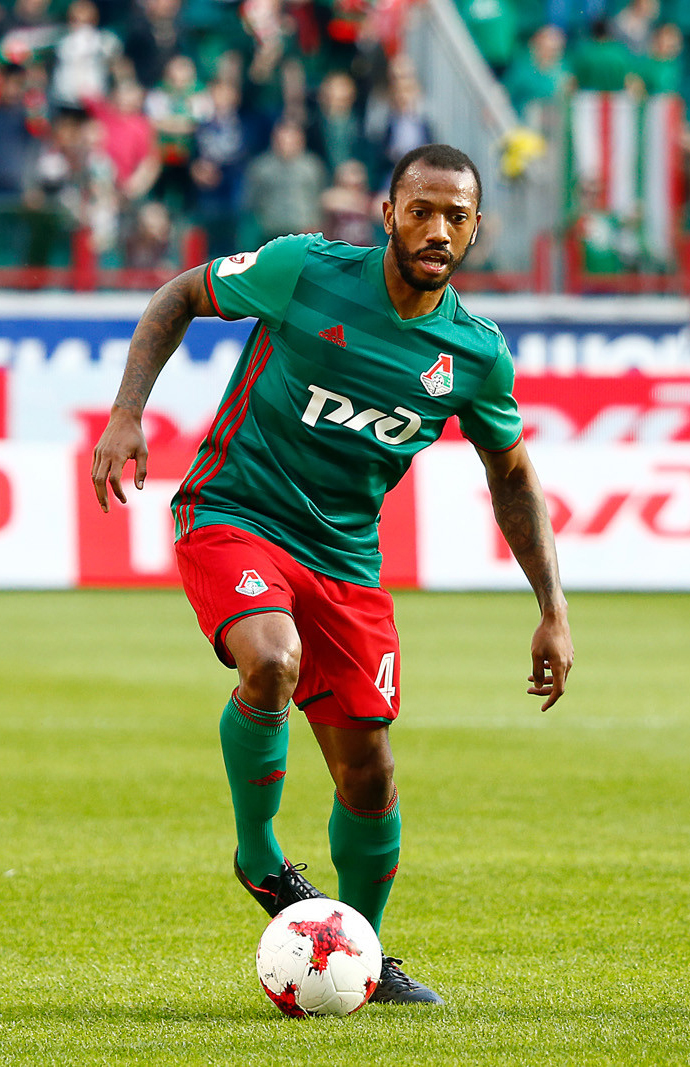
Фернандеш в «Локомотиве» (2017 год)

2 июня 2014 года подписал долгосрочный контракт с московским «Локомотивом». 10 августа в матче против тульского «Арсенала» (2:0) забил свой первый мяч за российский клуб ударом «ножницами». 5 апреля 2017 года забил гол в полуфинале Кубка России против «Уфы» (1:0), таким образом вывел команду в финал.
По результатам сезона 2016/2017 объединение болельщиков «Локомотива» United South признало Мануэла Фернандеша лучшим игроком
28 сентября 2017 года в матче 2-го тура группы F Лиги Европы «Локомотив» в Москве разгромил чешскую команду «Злин» со счётом 3:0, хет-трик оформил  Мануэл Фернандеш, на 1-й минуте получил право реализовать пенальти, на 6-й минуте Фернандеш сделал счёт 2:0, а на 17-й португалец забил третий мяч, став автором самого быстрого хет-трика в истории Лиги Европы. Это был первый хет-трик Фернандеша в карьере. 15 февраля 2018 года оформил второй хет-трик в первом гостевом матче 1/16 финала Лиги Европы против французской «Ниццы», матч завершился победой 3:2.
В конце июня 2019 года у Фернадеша истек контракт с клубом, он стал свободным агентом.

### «Краснодар»
2 сентября 2019 стал игроком «Краснодара», соглашение было заключено до конца сезона. Фернандеш провел за команду 19 матчей, в которых отличился трижды, и покинул клуб летом 2020 года.

### «Кайсериспор»
5 октября 2020 года подписал двухлетний контракт с турецким клубом «Кайсериспор».

## Карьера в сборной
В июне 2007 года участвовал во всех матчах молодёжного чемпионата Европы, по итогам которого молодёжная сборная Португалии добилась права участвовать в футбольном турнире Олимпиады. На том же турнире он забил первый гол своей команды в ворота команды Израиля.
В феврале 2005 года Фернандеш впервые получил вызов в главную сборную страны. 26 марта забил свой первый мяч за национальную команду в ворота Канады в товарищеской игре.
11 ноября 2017 года забил гол в домашнем товарищеском матче против Саудовской Аравии (3:0).

## Статистика

### Клубная
| Выступление        | Выступление      | Выступление      | Чемпионат | Чемпионат | Кубки | Кубки | Еврокубки | Еврокубки | Итого | Итого |
| Клуб               | Лига             | Сезон            | Игры      | Голы      | Игры  | Голы  | Игры      | Голы      | Игры  | Голы  |
| ------------------ | ---------------- | ---------------- | --------- | --------- | ----- | ----- | --------- | --------- | ----- | ----- |
| Бенфика (Лиссабон) | Суперлига        | 2003/04          | 10        | 1         | 1     | 0     | 3         | 0         | 14    | 1     |
| Бенфика (Лиссабон) | Суперлига        | 2004/05          | 29        | 1         | 6     | 0     | 8         | 0         | 43    | 1     |
| Бенфика (Лиссабон) | Суперлига        | 2005/06          | 28        | 1         | 4     | 0     | 8         | 1         | 40    | 2     |
| Бенфика (Лиссабон) | Итого            | Итого            | 67        | 3         | 11    | 0     | 19        | 1         | 97    | 4     |
| → Портсмут         | Премьер-лига     | 2006/07          | 10        | 0         | 2     | 0     | —         | —         | 12    | 0     |
| → Портсмут         | Итого            | Итого            | 10        | 0         | 2     | 0     | 0         | 0         | 12    | 0     |
| → Эвертон          | Премьер-лига     | 2007/08          | 9         | 2         | 0     | 0     | 0         | 0         | 9     | 2     |
| → Эвертон          | Итого            | Итого            | 9         | 2         | 0     | 0     | 0         | 0         | 9     | 2     |
| Валенсия           | Ла Лига          | 2007/08          | 7         | 0         | 2     | 0     | 3         | 0         | 12    | 0     |
| Валенсия           | Ла Лига          | 2008/09          | 27        | 2         | 4     | 0     | 8         | 0         | 39    | 2     |
| Валенсия           | Ла Лига          | 2009/10          | 15        | 0         | 2     | 0     | 4         | 1         | 21    | 1     |
| Валенсия           | Ла Лига          | 2010/11          | 7         | 0         | 0     | 0     | 4         | 0         | 11    | 0     |
| Валенсия           | Итого            | Итого            | 56        | 2         | 8     | 0     | 19        | 1         | 83    | 3     |
| → Эвертон          | Премьер-лига     | 2007/08          | 12        | 0         | 1     | 0     | 5         | 0         | 18    | 0     |
| → Эвертон          | Итого            | Итого            | 12        | 0         | 1     | 0     | 5         | 0         | 18    | 0     |
| Бешикташ           | Суперлига        | → 2010/11        | 14        | 1         | 6     | 2     | 4         | 0         | 24    | 3     |
| Бешикташ           | Суперлига        | 2011/12          | 31        | 5         | 2     | 1     | 10        | 1         | 43    | 7     |
| Бешикташ           | Суперлига        | 2012/13          | 27        | 7         | 1     | 1     | 0         | 0         | 28    | 8     |
| Бешикташ           | Суперлига        | 2013/14          | 19        | 2         | 0     | 0     | 2         | 0         | 21    | 2     |
| Бешикташ           | Итого            | Итого            | 91        | 15        | 9     | 4     | 16        | 1         | 116   | 20    |
| Локомотив (Москва) | Премьер-лига     | 2014/15          | 28        | 7         | 5     | 0     | 2         | 0         | 35    | 7     |
| Локомотив (Москва) | Премьер-лига     | 2015/16          | 4         | 0         | 2     | 0     | 7         | 0         | 13    | 0     |
| Локомотив (Москва) | Премьер-лига     | 2016/17          | 22        | 7         | 4     | 2     | —         | —         | 26    | 9     |
| Локомотив (Москва) | Премьер-лига     | 2017/18          | 29        | 7         | 2     | 1     | 10        | 6         | 41    | 14    |
| Локомотив (Москва) | Премьер-лига     | 2018/19          | 12        | 3         | 2     | 0     | 3         | 0         | 17    | 3     |
| Локомотив (Москва) | Итого            | Итого            | 95        | 24        | 15    | 3     | 22        | 6         | 132   | 33    |
| Краснодар          | Премьер-лига     | 2019/20          | 16        | 2         | 0     | 0     | 3         | 1         | 19    | 3     |
| Краснодар          | Итого            | Итого            | 16        | 2         | 0     | 0     | 3         | 1         | 19    | 3     |
| Кайсериспор        | Супер-лига       | 2020/21          | 11        | 0         | 0     | 0     | —         | —         | 11    | 0     |
| Кайсериспор        | Итого            | Итого            | 11        | 0         | 0     | 0     | 0         | 0         | 11    | 0     |
| Всего за карьеру   | Всего за карьеру | Всего за карьеру | 367       | 48        | 46    | 7     | 84        | 10        | 497   | 65    |

##### Сборная
| 2005  | 2  | 1 |
| 2007  | 1  | 0 |
| 2008  | 2  | 0 |
| 2010  | 3  | 1 |
| 2012  | 1  | 0 |
| 2017  | 2  | 1 |
| 2018  | 4  | 0 |
| Всего | 15 | 3 |

| №  | Дата            | Оппонент          | Счёт | Голы | Пасы | Карточки | Минуты | Соревнование             |
| -- | --------------- | ----------------- | ---- | ---- | ---- | -------- | ------ | ------------------------ |
| 1  | 9 февраля 2005  | Ирландия          | 0:1  | —    | —    | —        | 20'    | Товарищеский матч        |
| 2  | 23 июня 2005    | Канада            | 4:1  | 8′   | —    | —        | 90'    | Товарищеский матч        |
| 3  | 17 ноября 2007  | Армения           | 1:0  | —    | —    | —        | 29'    | Отбор ЧЕ-2008 (группа А) |
| 4  | 20 августа 2008 | Фарерские острова | 5:0  | —    | —    | 90'      | 35'    | Товарищеский матч        |
| 5  | 15 октября 2008 | Албания           | 0:0  | —    | —    | —        | 90'    | Отбор ЧМ-2010 (группа 1) |
| 6  | 3 сентября 2010 | Кипр              | 4:4  | 60′  | —    | —        | 78'    | Отбор ЧЕ-2012 (группа H) |
| 7  | 7 сентября 2010 | Норвегия          | 0:1  | —    | —    | —        | 90'    | Отбор ЧЕ-2012 (группа H) |
| 8  | 17 ноября 2010  | Испания           | 4:0  | —    | —    | —        | 27'    | Товарищеский матч        |
| 9  | 29 февраля 2012 | Польша            | 0:0  | —    | —    | —        | 45'    | Товарищеский матч        |
| 10 | 10 ноября 2017  | Саудовская Аравия | 3:0  | 32′  | —    | —        | 56'    | Товарищеский матч        |
| 11 | 14 ноября 2017  | США               | 1:1  | —    | —    | —        | 90'    | Товарищеский матч        |
| 12 | 26 марта 2018   | Нидерланды        | 0:3  | —    | —    | —        | 90'    | Товарищеский матч        |
| 13 | 28 мая 2018     | Тунис             | 2:2  | —    | —    | —        | 27'    | Товарищеский матч        |
| 14 | 2 июня 2018     | Бельгия           | 0:0  | —    | —    | —        | 18'    | Товарищеский матч        |
| 15 | 30 июня 2018    | Уругвай           | 1:2  | —    | —    | —        | 6'     | ЧМ-2018 (1/8 финала)     |

Итого: сыграно матчей: 15 / забито голов: 3; победы: 5, ничьи: 6, поражения: 4.

## Достижения
Командные
 «Бенфика»
- Чемпион Португалии: 2004/05
- Обладатель Кубка Португалии: 2003/04
- Обладатель Суперкубка Португалии: 2005

 «Валенсия»
- Обладатель Кубка Испании: 2007/08

 «Бешикташ»
- Обладатель Кубка Турции: 2010/11

 «Локомотив»
- Чемпион России: 2017/18
- Обладатель Кубка России (3): 2014/15, 2016/17, 2018/19

### Личные
- Обладатель приза «Стальной рельс»: 2016/17
- В списках 33 лучших футболистов чемпионата России (1): № 1 — 2017/18

## Семья
Предки футболиста — выходцы с островов Кабо-Верде.